# 胡濬 (正統進士)
胡濬（1420年—？），字源淵，江西廣信府鉛山縣人，民籍。明朝政治人物。同進士出身。

## 生平
江西鄉試第五十一名。正統十年（1445年）乙丑科會試第十六名，殿試登進士第三甲第十二名；歷刑、禮、工三部郎官，天順元年（1457年）出任杭州府知府。

## 家族
曾祖胡宣。祖父胡添老。父胡思泓。